# 相山东街道
东街道，是中华人民共和国安徽省淮北市相山区下辖的一个乡镇级行政单位。

## 行政区划
东街道下辖以下地区：
供电社区、幸福社区、铁路社区、民生社区、闸河社区、桃李社区、八号桥社区和机厂社区。